# 学士（社会科学）
学士（社会科学）（がくし しゃかいかがく）は、学士の学位の一つである。英語ではBSocSc (Bachelor of Social Science)と表記される。従前の制度では社会科学士の称号であった。1991年の学校教育法と学位規則改正に伴い学士（社会科学）の学位に移行した。この制度改正に伴い、従前の制度で授与されていた社会科学士の称号については学校教育法附則にて学位と看做されることとなった。
学士（社会科学）は、「社会科学」に分類される学問領域としては、人類学、考古学、経済学、地理学、歴史学、法学、言語学、政治学、国際研究、コミュニケーションなど社会科学に分類される科目を総合的に履修し、大学卒業程度の学力を認定されることで得られる学位である。
日本では四年制大学の社会科学部を卒業することで取得するか、大学等で所定の単位を取得した後、独立行政法人大学改革支援・学位授与機構で学位審査に合格することで取得することができる。四年制大学では主に早稲田大学や学習院大学、岩手大学などで取得が可能である。